# Stictophyllum
Stictophyllum é um género botânico pertencente à família das orquídeas (Orchidaceae).